# Скадарско-пилотска надбискупија
Скадарско-пилотска надбискупија (лат. Archidioecesis metropolitana Scodrensis-Pulatensis, алб. Arqipeshkvia Metropolitane Shkodër-Pult) је римокатоличка надбискупија и метрополија, са седиштем у граду Скадру, у данашњој северној Албанији. Друга одредница из назива надбискупије односи се на оближњу историјску област звану Пилот. Према стању из 2020. године, обухвата 40 католичких жупа, са 54 свештеника.
Настала је 1867. године, уздизањем дотадашње римокароличке Скадарске бискупије на степен надбискупије, под првобитним називом: Скадарска надбискупија. Потом је 1886. године установљена и истоимена метрополија (црквена област), којој су припадале још три бискупије: Љешка, Пилотска и Сапска. Почевши од 2005. године, када је Пилотска бискупија прикључена надбискупској дијецези, дошло је до проширеања званичног назива, који од тада гласи: Скадарско-пилотска надбискупија. Надлежни скадарско-пилотски надбискуп је Анђело Масафра.